# Horton Glacier
Horton Glacier är en glaciär i Antarktis. Den ligger i Västantarktis. Argentina, Chile och Storbritannien gör anspråk på området. Horton Glacier ligger 472 meter över havet.
Terrängen runt Horton Glacier är varierad. Havet är nära Horton Glacier åt sydost.  Trakten är glest befolkad. Närmaste befolkade plats är Rothera Research Station, 14,9 kilometer öster om Horton Glacier. 